# Кирхдорф (Гриммен)
Кирхдорф (нем. Kirchdorf) — община в Германии, в земле Мекленбург-Передняя Померания.
Входит в состав района Северная Передняя Померания. Подчиняется управлению Мильцов. Население составляет 590 человек (на 31 декабря 2006 года). Занимает площадь 18,77 км².